# Pablo Valcarce Vidal
Pablo Valcarce Vidal (Ponferrada, 3 de febrero de 1993) es un futbolista español que juega como centrocampista en la U. D. Logroñés de la Segunda Federación. Es hermano gemelo del también futbolista, Luis Valcarce Vidal.

## Trayectoria
Formado en las categorías inferiores de la S. D. Ponferradina,  él y su hermano Luis llegaron en 2012 al filial numantino, para hacerse un hueco en el filial y entrenar con el primer equipo. Tras debutar en Segunda División, en 2015 renovaron sus respectivos contratos con el Numancia. Los mellizos de Ponferrada se comprometieron entonces con el equipo soriano durante dos temporadas más, hasta junio de 2017, con opción a una tercera.
En mitad de la temporada 2015-16, firmó su primera licencia profesional, certificando así el salto definitivo al fútbol profesional español en el C. D. Numancia.
En el equipo soriano se mantuvo durante cuatro cursos, hasta que en la campaña 18-19 se enroló en el R. C. D. Mallorca, con el que consiguió el ascenso a Primera División.
Durante la temporada 2019-20 fue cedido a la Sociedad Deportiva Ponferradina de la Segunda División por una temporada, regresando en la siguiente en una nueva cesión.
El 1 de agosto de 2021 rescindió su contrato con el conjunto balear y firmó por una temporada con el Burgos C. F., que había ascendido a la Segunda División. En esta marcó diez goles y siguió un año más antes de fichar por el R. C. Deportivo de La Coruña en agosto de 2023. Estuvo una sola campaña y la siguiente la inició sin equipo hasta que en enero de 2025 se unió a la U. D. Logroñés.

## Clubes
| Club                         | País              | Año       | Partidos | Goles |
| ---------------------------- | ----------------- | --------- | -------- | ----- |
| C. D. Numancia "B"           | Bandera de España | 2012-2015 |          |       |
| C. D. Numancia               | Bandera de España | 2015-2018 | 104      | 19    |
| R. C. D. Mallorca            | Bandera de España | 2018-2021 | 12       | 1     |
| S. D. Ponferradina (cedido)  | Bandera de España | 2019-2021 | 73       | 10    |
| Burgos C. F.                 | Bandera de España | 2021-2023 | 77       | 10    |
| R. C. Deportivo de La Coruña | Bandera de España | 2023-2024 | 19       | 2     |
| U. D. Logroñés               | Bandera de España | 2025-     |          |       |